# Crvanj
Le Crvanj fait partie d'une chaîne montagneuse du sud-est de la Bosnie-Herzégovine qui culmine au Lebrsnik (1 985 m), dans les Alpes dinariques. Le sommet s'élève à 1 920 mètres d'altitude au pic Zimomor, la « colline au crépuscule d'hiver », mais possède plusieurs pics secondaires : Previja (1 856 m), Veliki Gradac (1 850 m), Ledenica (1 827 m). C'est une montagne entourée du poljé de Nevesinj au sud et de la vallée de la Neretva au nord et au nord-est. Son versant septentrional est couvert de forêt de hêtres.